# Gouvernement al-Ganzouri II
Égypte
Charaf II Qandil I

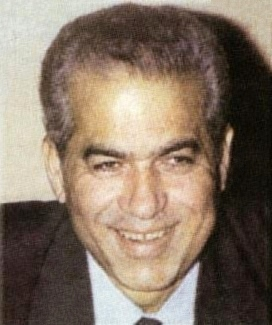
Kamal al-Ganzouri

Le gouvernement Ganzouri II est un gouvernement de transition formé par Mohamed Hussein Tantawi  et le Conseil suprême des forces armées).

## Formation
Formé dans l'urgence, dans l'imminence des élections législatives égyptiennes de 2011-2012 qui voient la victoire des Frères Musulmans et après la démission du Premier ministre libéral Essam Charaf  à la suite d'une répression particulièrement dure de manifestants (42 morts) place Tahrir au Caire rappelant fâcheusement le début des manifestations, le "gouvernement de salut national" tel qu'il est appelé par l'armée est formé le 2 décembre 2011. Il est en réalité décrié par les Islamistes qui ont les yeux fixés sur la formation du nouveau parlement où ils occupent la majorité, et par les libéraux qui dénoncent la présence de Ganzouri comme symbole du même régime autoritaire et militaire de Moubarak, et l'absence de pouvoir réel. Dans ce contexte, Mohamed El Baradei, soutenu par les manifestations continues place Tahrir, annonce qu'il accepterait le poste si et seulement si les pouvoirs réels lui étaient confiés: mais les militaires ne lui en donnent pas l'opportunité.
Le gouvernement se forme donc dans ce climat de défiance. Le Conseil suprême des forces armées annonce que le gouvernement aura toute l'autonomie d'un gouvernement efficient, excepté dans les domaines de la sécurité et de la justice.
De fait, ce gouvernement s'applique, plus qu'à une illusoire union nationale, à la gestion du pays. Le pays doit faire face à des pénuries de gaz et de pétrole qu'il doit gérer au plus vite, par peur du mécontentement populaire, et le gouvernement continue d'injecter des liquidités dans ces subventions et dans le soutien à la livre égyptienne; mais sans visibilité politique, il n'y a pas de gestion économique à long terme, comme l'illustre le refus du FMI d'un prêt sans un consensus national. Même si l'insécurité sur le territoire a crû, la tension révolutionnaire s'apaise; la rue n'est plus le théâtre de confrontations sanglantes avec l'armée, mais prépare les élections. La nouvelle assemblée nationale dominée par les partis religieux est par contre le véritable lieu de contestation, refusant l'accord sur le prêt du FMI, multipliant les votes de défiance à l'égard du gouvernement et suspendant même ses séances fin avril 2012 pour protester contre le maintien en place d'un gouvernement non représentatif.
Après l'élection de Mohamed Morsi à la présidence, le gouvernement cède la place à un cabinet désigné par le nouvel élu.

## Composition

### Premier ministre
- Kamal al-Ganzouri, ancien premier ministre de 1996 à 1999.

### Ministres
| Portefeuille                                | Nom                                                                    |
| ------------------------------------------- | ---------------------------------------------------------------------- |
| Ministre des Affaires étrangères            | Mohamed Kamel Amr (déjà présent dans le gouvernement précédent)        |
| Ministre de l'Intérieur                     | Mohamed Ibrahim, ancien chef de la sécurité de Giza                    |
| Ministre de la Justice                      |                                                                        |
| Ministre des Affaires sociales              | Gouda Abdel Khaleq (déjà présent dans le gouvernement précédent)       |
| Ministre des Finances                       | Momtaz el-Saïd                                                         |
| Coopération internationale et planification | Fayza Abouelnaga (à ce poste depuis 2004)                              |
| Ministre de l'Agriculture                   | Mohamed Ismail                                                         |
| Aviation civile                             | Hussein Massoud (cadre d'Egyptair)                                     |
| Ministre des Transports                     |                                                                        |
| Communications et information               | Ahmed Anis                                                             |
| Logement                                    | Mohamed Fathi al-Baradei                                               |
| Industrie militaire                         |                                                                        |
| Commerce et industrie interne               |                                                                        |
| Solidarité sociale                          |                                                                        |
| Développement local                         |                                                                        |
| Environnement                               |                                                                        |
| Santé et population                         |                                                                        |
| Énergie                                     | Hassan Younis                                                          |
| Tourisme                                    | Mounir Fakhri Abdel Nour (déjà présent dans le gouvernement précédent) |
| Culture                                     | Chaker Abdel Hamid                                                     |
| Ministre de l'Éducation                     | Hussein Moussa                                                         |
| Ministre de la recherche scientifique       |                                                                        |
| Affaires antiques                           | Mohamed Ibrahim Aly                                                    |
| Main d'œuvre et Migrations                  |                                                                        |
| Ressource en Eau et Irrigation              | Hicham Qandil                                                          |
| Pétrole                                     |                                                                        |
| Affaires religieuses                        |                                                                        |

## Sources
- Almasryalyoum